# Menhirs d'Époigny
Les menhirs d'Époigny, appelés aussi menhirs de la Pièce des Tourteaux, sont un groupe de sept menhirs situés sur le territoire de la commune de Couches, dans le département français de la Saône-et-Loire. Il s'agit du plus important ensemble mégalithique de Bourgogne, tant par le nombre de menhirs que par leur décoration.

## Historique
En 1824, le géomètre Roidot-Deléage, qui effectuait un relevé topographique d'un tronçon de la voie Agrippa située 800 m plus au nord, réalise un croquis représentant trois des cinq menhirs qui étaient alors visibles. En 1863, A.-E. Monnier visite le site et recense toutes les informations disponibles au sujet des menhirs. Dans son Annuaire de Saône-et-Loire publié en 1875, il mentionne l'existence de sept menhirs, seuls cinq demeurant alors encore visibles. En 1938, Auguste Goubeau réalise une enquête sur place et donne une description très précise des menhirs d'Époigny : trois menhirs sont encore visibles, deux autres sont enfouis et un sixième a été réutilisé dans le parapet du pont de Vigny dans le bourg de Couches. Goubeau mentionne aussi la découverte en bordure de champ d'une sépulture sous dalle. Un projet de réhabilitation du site avec redressement des menhirs est envisagé en 1983. Les indications données par Roidot-Deléage et Goubier permettent de retrouver en mai 1984 les deux mégalithes enfouis sous 0,20 à 0,30 m de terre. Trois menhirs sont redressés dès l'été 1984 par l'association Histoire et Nature de l'Autunois mais aucune fouille archéologique n'a alors été entreprise.

## Description
Les menhirs ont été érigés en bordure d'un vaste plateau dominant la vallée de la Dheune. Les blocs sont constitués de granite à deux micas dont le site d'extraction le plus proche est distant d'environ 5 km (Étang de Brandon). Il est impossible de dire si les menhirs constituaient à l'origine un alignement ou une enceinte puisque seules deux fosses de calage ont été retrouvées.

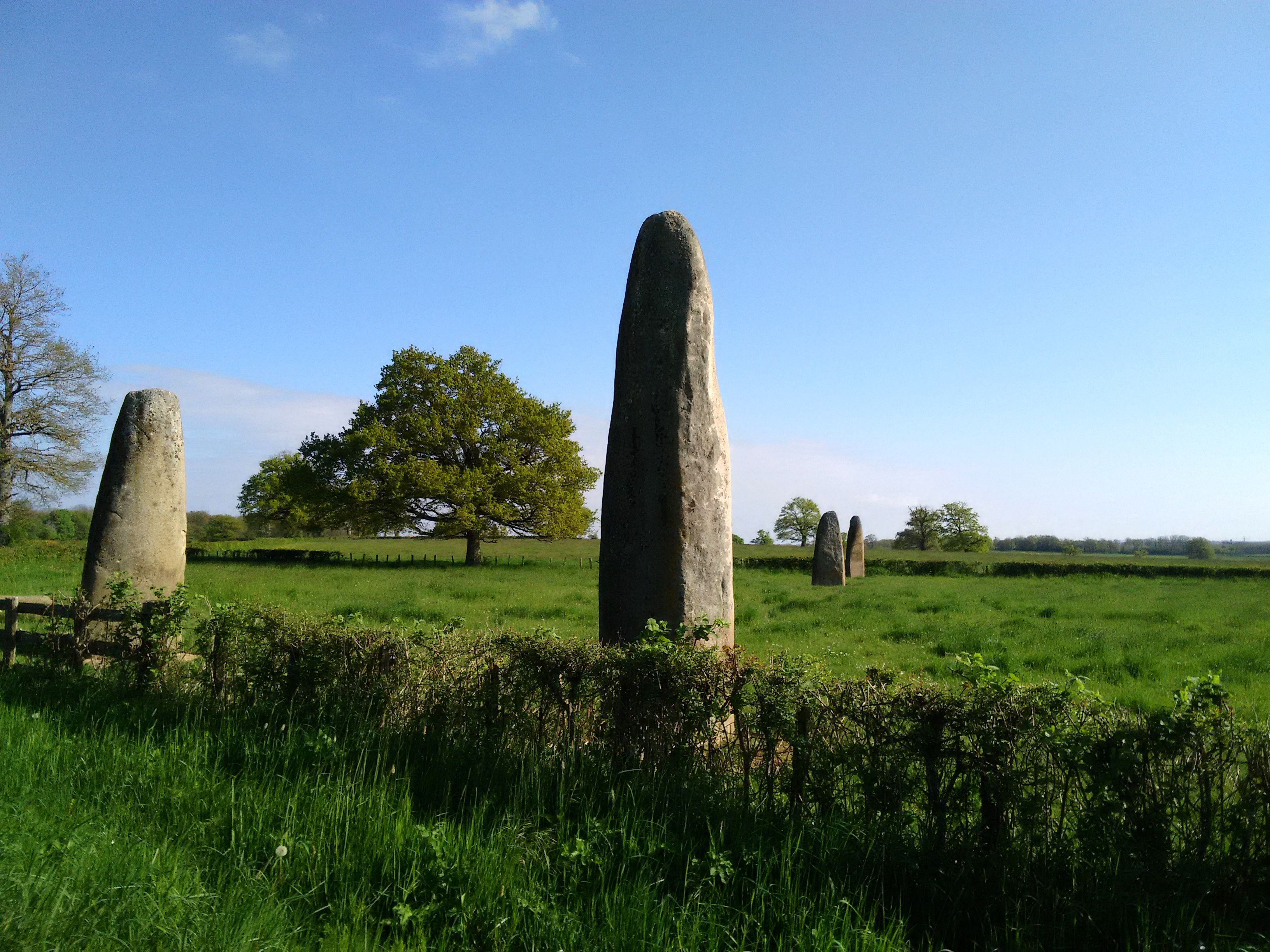
Grands menhirs d'Époigny.

Le grand menhir mesure 7,30 m de longueur. Lors de son redressement, il a été enterré sur 1,60 m de profondeur, à proximité immédiate de l'endroit où il gisait renversé, après réalisation d'un socle constitué de pierres et béton, sa fosse de calage d'origine n'ayant pas été retrouvée. Son poids est estimé entre 20 et 30 tonnes. 
Le second menhir mesure 5,85 m de hauteur. Il est constitué d'une grande dalle naturelle qui a été régularisée en forme d'ogive. La fosse de calage du menhir a été découverte à environ 0,70 m de profondeur. Un gros fragment de la base du menhir était demeuré en place lorsque celui-ci fut brisé dans sa chute. Le menhir a été redressé à environ 4 m à l'ouest de son emplacement d'origine. 

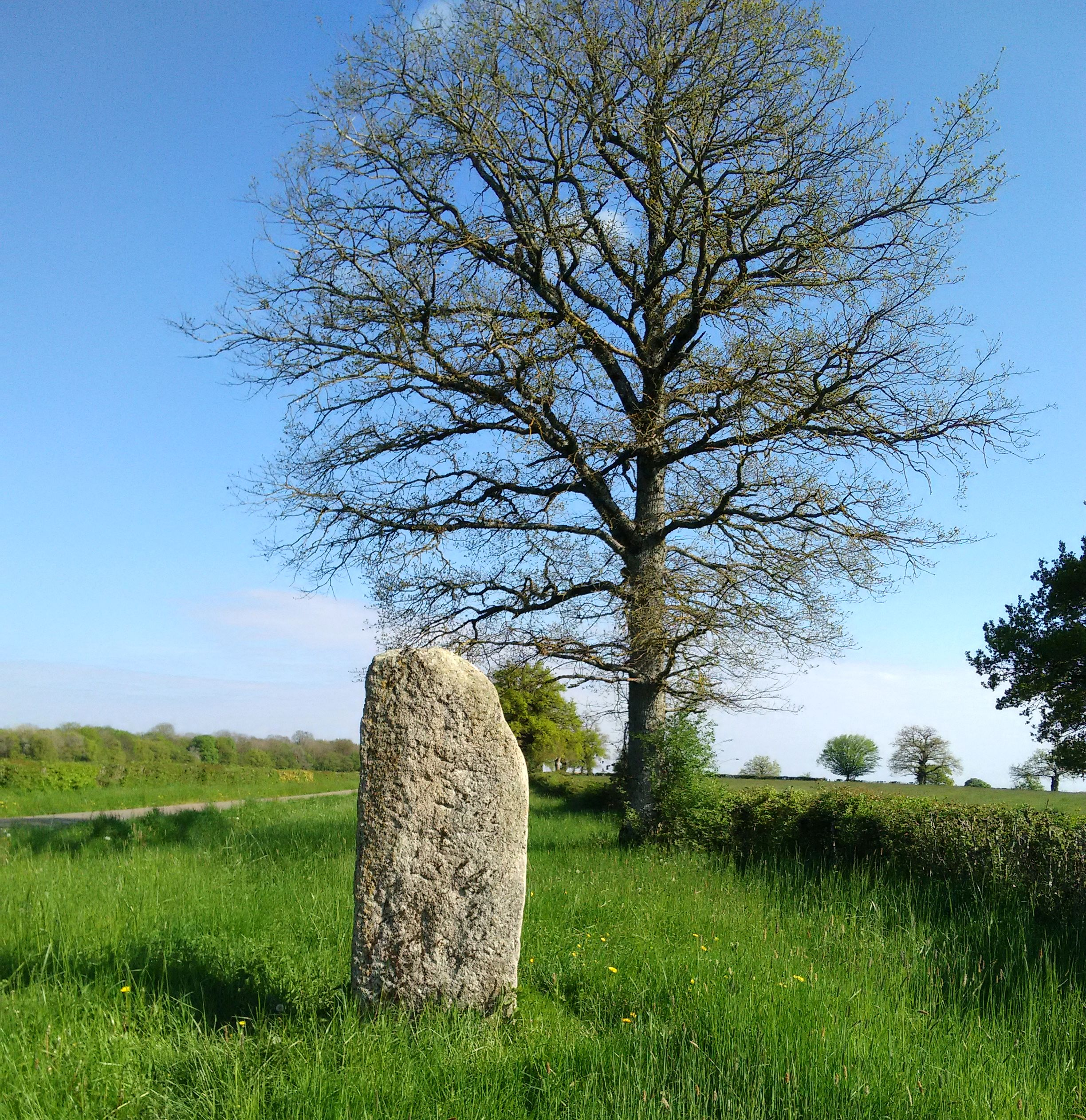
Le septième menhir en bord de route.

Le troisième menhir, en forme de cigare, mesure 5,80 m de longueur. Sa fosse de calage a été retrouvée à moins de 1 m de profondeur. Il a été redressé quelques mètres plus à l'ouest que son emplacement d'origine.
Le quatrième menhir de forme parallélépipédique mesure 2 m de long sur 0,70 m de large. Il correspond à un fragment d'un monolithe plus grand. Il comporte une trace de tentative de débitage sur une face. 
Le cinquième menhir est un bloc de 3,95 m de long qui a été régularisé. Il comporte une profonde rainure correspondant à une tentative de débitage. Le sixième menhir a été découvert fortuitement à plus de 1 m de profondeur lors des travaux de redressement du premier menhir. Sa base est tronquée. Il mesure 5,60 m de long. Le septième menhir correspond au bloc qui fut momentanément utilisé dans le parapet du pont de Vigny, il a été redressé en bordure de route en dehors de la parcelle où sont regroupés les autres menhirs. Il comporte l'inscription gravée « 1840 » qui correspond probablement à l'année de construction du pont. 
L'étude des petits menhirs montre qu'ils ont été obtenus par débitage de monolithes plus grands. La rainure visible sur le cinquième menhir n'a pas été réalisée avec un outil métallique moderne qui aurait provoqué une fente verticale d'une largeur régulière à fond plat. Ici, il s'agit d'une rainure en « V » d'une profondeur moyenne de 15 cm avec des parois obliques et lisses et un fond concave. Elle correspond à une tentative de débitage en utilisant un percuteur en pierre, la poussière de roche produite lors des percussions répétées ayant contribué à l'abrasion des parois. Pour autant, les trois mégalithes présentant des traces de segmentation ne se raccordent pas entre eux : ils doivent donc correspondre à des monolithes différents qui ont été fragmentés peut-être dès le Néolithique. 

## Gravures
Elles sont visibles avec un éclairage rasant. Le grand menhir est le plus décoré. Sa face sud actuelle, qui correspond à la face orientale d'origine, est ornée de haut en bas de plusieurs gravures. Le sommet est souligné par une rainure horizontale de largeur et de profondeur constante, Plus bas, on peut voir une représentation anthropomorphe schématique d'environ 0,70 m de hauteur constituée d'une tête, d'un corps sous la forme d'un trait vertical, de bras et de jambes terminées par deux petites cupules, l'extrémité inférieure du trait vertical pouvant représenter le sexe. Puis viennent quatre cupules, dont une très grosse, et une hache emmanchée (hauteur 0,35 m) à talon pointu, l'extrémité du manche de la hache s'achève sur une cupule circulaire dont le rayon est égal à la largeur du manche. 
Le second menhir comporte sur le côté droit deux grosses cupules, dont une pédonculée, réalisée en faux-relief, qui évoque une représentation de « l'objet » caractéristique figuré sur les statues-menhirs du groupe rouergat, mais dont il existe aussi d'autres représentations en Bourgogne (Pierre aux Fées, menhir de Saint-Clément-sur-Guye). Le troisième menhir a été endommagé par les socs de charrue mais quelques cupules sur une face et des tracés elliptiques sur une autre face sont encore visibles. 
Les autres menhirs ne semblent pas comporter de décor. 

## Interprétations
L'ensemble des menhirs constitue un groupe architectural homogène mais il est impossible d'affirmer pour autant qu'ils aient tous été dressés à la même période. Les décors du grand menhir sont datables du Néolithique moyen mais « l'objet » représenté sur le second menhir est caractéristique du Néolithique final. Cet écart temporel existe aussi sur la Pierre aux Fées.  
Les menhirs peuvent avoir subi des transformations au cours du temps, d'autant que le site, exceptionnel par sa concentration de menhirs, a été réutilisé au-delà de sa période de construction. Dans une petite fosse située à proximité de la fosse de calage du second menhir, furent découverts une urne à incinération datée du Bronze final III, des charbons de bois, quelques éclats de silex probablement néolithiques et des tessons de poteries protohistoriques et gallo-romaines. L'urne, qui contenait une armature de flèche en tôle de fer, pourrait avoir été enterrée au pied du menhir quand il était encore debout ou bien sous la pierre après sa chute. Un silex et des tessons de céramiques protohistoriques ont été découverts près du troisième menhir lors des travaux de redressement. 

## Postérité
À l'époque gauloise, le site aurait été consacré à la déesse Épona, déesse des cavaliers, d'où dériverait la toponymie actuelle Époigny. 
La petite planète (198993) Époigny découverte par Jean-Claude Merlin a été baptisée en l'honneur du site.